# Taufstein im Magdeburger Dom

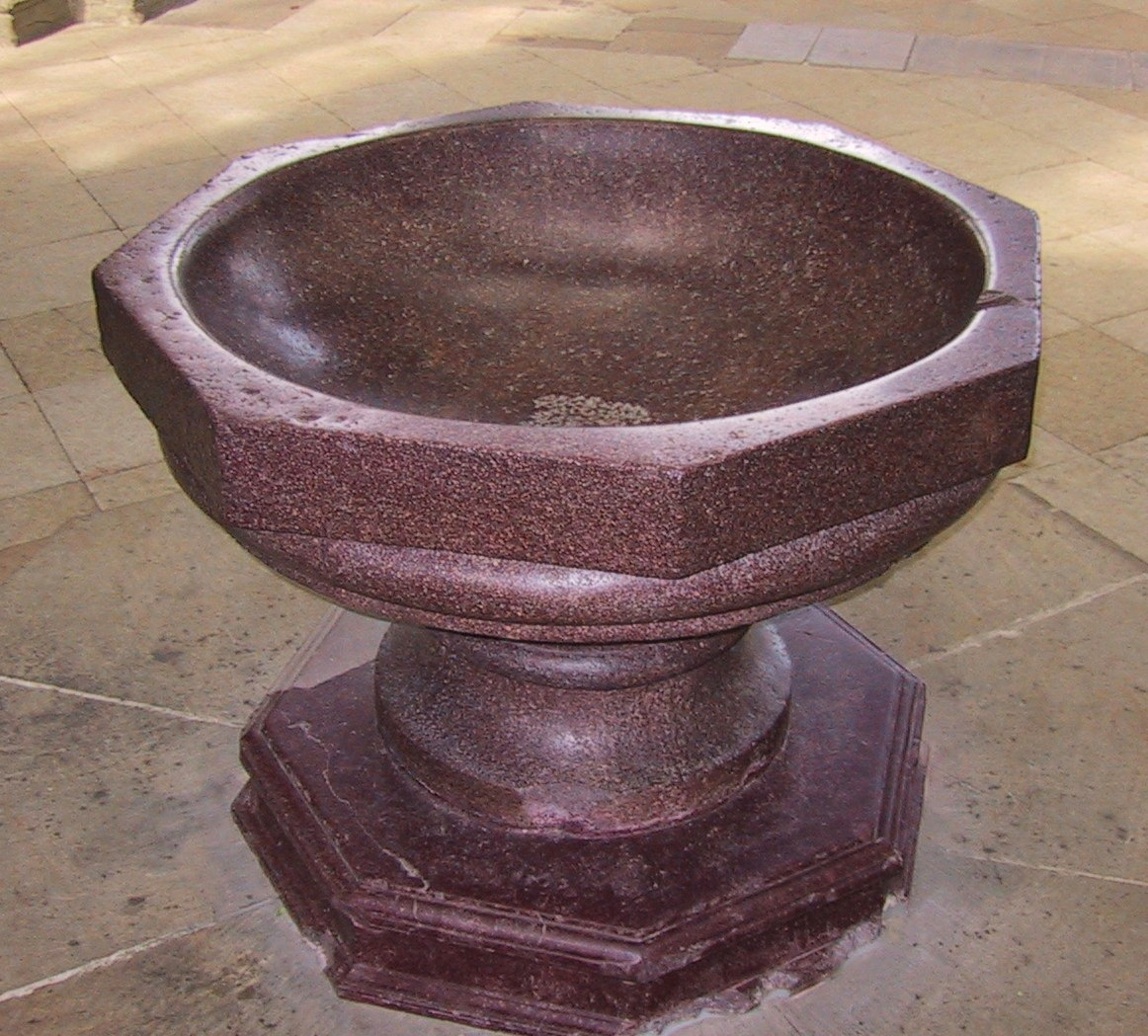
Taufstein in Magdeburg

Der Taufstein im Magdeburger Dom stammt aus der römischen Kaiserzeit. Er hat eine Gesamthöhe von 97,5 cm und einen Durchmesser von 105 cm (gemessen zwischen zwei parallelen Seiten des Achtecks); das Becken ist 29,8 cm tief. Er besteht aus zwei Teilen, die ursprünglich nicht zusammengehörten:
- ein achtseitiges Becken mit kelchartigem Fuß;
- eine achtseitige Basisplatte.

Das Material ist bei beiden Teilen Porphyr, der aus den Steinbrüchen am Mons Porphyrites in Ägypten stammt.
Beide Teile haben in der Mitte (verfüllte) Bohrungen, die ursprünglich als Wasserzuleitung dienten. Die polierte Platte entstand vermutlich in der Blütezeit der römischen Porphyrverarbeitung unter den Kaisern Trajan oder Hadrian, was die präzise ausgeführten Profile der Kanten belegen könnten. Hingegen ist das Becken nur geglättet, nicht aber poliert. Es hat zwei Wulstprofile unterhalb des Randes und am Fuß. In der Nähe des Hadrianstempels in Rom wurde ein sehr ähnliches Beckenfragment gefunden (Antiquarium auf dem Celio), das ins 2. Jahrhundert n. Chr. datiert wird. Es diente als Untersatz für ein Brunnenbecken. Das war wohl auch die ursprüngliche Bestimmung des Exemplars im Magdeburger Dom. Die Kirche San Zeno in Verona besitzt ebenfalls ein porphyrnes Taufbecken, welches ursprünglich als Brunnenbecken diente. Die achteckige Form des Magdeburger Exemplars zeigt aber, dass es sich nicht um die Brunnenschale, sondern um den umgedrehten Fuß eines römischen Brunnens handelt.
Die beiden Brunnenteile, aus denen sich das Taufbecken im Magdeburger Dom zusammensetzt, wurden möglicherweise bereits in Italien zusammengefügt, weil eigentlich nur dort so viele porphyrne Artefakte vorhanden waren, dass man zwei zueinander passende Teile aussuchen konnte. Wie das kostbare Ausstattungsstück von Italien nach Magdeburg gelangte, ist nicht bekannt, doch dürfte es auf Veranlassung von Otto I. für den von ihm 955 begonnenen Dom herangebracht worden sein – ebenso wie andere antike Spolien, die im Dom verbaut wurden: ein mühsames Unternehmen, da kein Alpenpass damals für Fuhrwerke passierbar war. Vermutlich wurde das Baumaterial für den Dom per Schiff über Rhone und Rhein transportiert. Die Basisplatte könnte in bereits beschädigtem Zustand in Magdeburg eingetroffen sein. Rings um das verfüllte Brunnenloch der jetzigen Taufschale finden sich Abarbeitungen, deren Zweck unbekannt ist.